# Аргентина на зимних Олимпийских играх 1992
Аргентина принимала участие в Зимних Олимпийских играх 1992 года в Альбервиле (Франция) в двенадцатый раз за свою историю, но не завоевала ни одной медали. Сборную страны представляли 20 человек: 5 женщин и 15 мужчин, они соревновались в 5 видах спорта:
| Вид спорта        | Мужчины | Женщины | Всего |
| ----------------- | ------- | ------- | ----- |
| Горнолыжный спорт | 4       | 2       | 6     |
| Биатлон           | 5       | 2       | 7     |
| Лыжные гонки      | 4       | 1       | 5     |
| Фристайл          | 1       | 0       | 1     |
| Санный спорт      | 1       | 0       | 1     |
| Всего             | 15      | 5       | 20    |

Самой юным участником сборной был 16-летний Себастьян Менси, самым старшим участником 38-летний Луис Риос.

## Результаты
Лучшим результатом сборной стало 21 место горнолыжницы Каролины Эйрас в комбинации (скоростной спуск + слалом). 13 февраля в Мерибеле она набрала 184.96 очка.

### Фристайл
Мужчины
| Спортсмен          | Соревнование | Квалификация | Квалификация | Квалификация | Финал            | Финал            | Финал            |
| Спортсмен          | Соревнование | Время        | Очки         | Место        | Время            | Очки             | Место            |
| ------------------ | ------------ | ------------ | ------------ | ------------ | ---------------- | ---------------- | ---------------- |
| Игнасио Бустаманте | Могул        | 37.33        | 18.18        | 30           | не вышел в финал | не вышел в финал | не вышел в финал |

### Санный спорт
Мужчины
| Спортсмен      | Заезд 1 | Заезд 1 | Заезд 2 | Заезд 2 | Заезд 3 | Заезд 3 | Заезд 4 | Заезд 4 | Итог     | Итог  |
| Спортсмен      | Время   | Место   | Время   | Место   | Время   | Место   | Время   | Место   | Время    | Место |
| -------------- | ------- | ------- | ------- | ------- | ------- | ------- | ------- | ------- | -------- | ----- |
| Рубен Гонсалес | 47.301  | 28      | 47.238  | 29      | 48.086  | 30      | 49.152  | 33      | 3:11.777 | 31    |

### Лыжные гонки
Мужчины
| Соревнование                                    | Спортсмен       | Результат      | Результат |
| Соревнование                                    | Спортсмен       | Время          | Место     |
| ----------------------------------------------- | --------------- | -------------- | --------- |
| 10 километров классическим стилем               | Диего Прадо     | 41:46.2        | 106       |
| 10 километров классическим стилем               | Себастиан Менси | 40:00.2        | 104       |
| 10 километров классическим стилем               | Гильермо Альдер | 37:11.8        | 97        |
| 10 километров классическим стилем               | Луис Архель     | 36:33.6        | 92        |
| 15 км гонка преследования по системе Гундерсена | Диего Прадо     | 1'09:05.2      | 95        |
| 15 км гонка преследования по системе Гундерсена | Себастиан Менси | 1'04:24.0      | 93        |
| 15 км гонка преследования по системе Гундерсена | Гильермо Альдер | 58:33.2        | 92        |
| 15 км гонка преследования по системе Гундерсена | Луис Архель     | 55:56.0        | 87        |
| 30 км классическим стилем                       | Луис Архель     | не финишировал | –         |
| 30 км классическим стилем                       | Гильермо Альдер | 1'47:07.4      | 79        |

Женщины
| Соревнование                                    | Спортсменка | Результат | Результат |
| Соревнование                                    | Спортсменка | Время     | Место     |
| ----------------------------------------------- | ----------- | --------- | --------- |
| 5 км классическим стилем                        | Инес Альдер | 18:31.6   | 60        |
| 10 км гонка преследования по системе Гундерсена | Инес Альдер | 39:41.4   | 57        |
| 15 км классическим стилем                       | Инес Альдер | 54:26.9   | 49        |
| 30 км свободным стилем                          | Инес Альдер | 1'50:50.6 | 55        |